# Háttatal
L'Hattatal (enumerazione dei metri di versificazione), è la quarta parte dell'Edda in prosa di Snorri Sturluson.
Composta da 102 versi e 100 metri di versificazione riguarda la celebrazione del re Hákon Hákonarsson (1220), protettore di Snorri nei tempi in cui soggiornò in Svezia.